# ناصر الصانع
ناصر جاسم عبد الله خليفة الصانع، من مواليد 1955، نائب سابق في مجلس الأمة الكويتي عن الحركة الدستورية الإسلامية.

## حياته البرلمانية
شارك في انتخابات مجلس الأمة الكويتي 1992 في الدائرة التاسعة، وحصل على المركز الأول برصيد 1070 صوت وفاز بالانتخابات، وشارك في انتخابات مجلس الأمة الكويتي 1996 في الدائرة التاسعة، وحصل على المركز الثاني برصيد 1071 صوت وفاز بالانتخابات، وشارك في انتخابات مجلس الأمة الكويتي 1999 في الدائرة التاسعة، وحصل على المركز الثاني برصيد 1071 صوت وفاز بالانتخابات، وشارك في انتخابات مجلس الأمة الكويتي 2003 في الدائرة التاسعة، وحصل على المركز الثاني برصيد 920 صوت وفاز بالانتخابات، وشارك في انتخابات مجلس الأمة الكويتي 2006 في الدائرة التاسعة، وحصل على المركز الأول برصيد 2354 صوت وفاز بالانتخابات، وشارك في انتخابات مجلس الأمة الكويتي 2008 في الدائرة الثالثة، وحصل على المركز العاشر برصيد 6058 صوت وفاز بالانتخابات.

## مواقفه في مجلس الأمة
| الكتل                                                                          | حدس                                                                                        |
| اللجان                                                                         | الخطاب الأميري - المالية - شؤون المرأة - الميزانيات - حماية الأموال - ذو الاحتياجات الخاصة |
| قانون صندوق المعسرين                                                           | موافق                                                                                      |
| الموازنة العامة للدولة                                                         | موافق                                                                                      |
| قانون ضمان الودائع البنكية                                                     | مؤيد                                                                                       |
| إعادة تشكيل اللجان المؤقتة                                                     | موافق                                                                                      |
| تقرير اللجنة المالية الرافض لإقامة الدواوين                                    | موافق                                                                                      |
| مقترح الحركة الدستورية الإسلامية في التحقيق في الشراكة مع داو والمصفاة الرابعة | موافق                                                                                      |
| التحقيق في عمل فريق الإزالات                                                   | رافض                                                                                       |
| مقترح اللجنة الثلاثية في التحقيق في داو والمصفاة الرابعة                       | غير موافق                                                                                  |

## وصلات خارجية
- موقع د. ناصر الصانع
- ظاهرة الفساد في العالم العربي، برنامج بلا حدود، قناة الجزيرة، 23 نوفمبر 2005م